# Tramwaje w Colfax
Tramwaje w Colfax − zlikwidowany system komunikacji tramwajowej w Colfax w Stanach Zjednoczonych, działający w latach 1909−1920.

## Historia
W 1907 hotel znajdujący się w Colfax został zakupiony przez Donahue, który latem 1909 uruchomił linię tramwaju elektrycznego o długości 1,5 km z hotelu do dworca kolejowego. Po drugiej stronie dworca kończyła się linia tramwajowa z Des Moines. Do obsługi linii zakupiono dwa tramwaje najprawdopodobniej z Chicago. Linię tę zlikwidowano w 1920, kiedy to zamknięto hotel. Szerokość toru na linii wynosiła 1435 mm. 